# Burnt Offerings
Burnt Offerings es el tercer álbum de estudio por la banda norteamericana de heavy metal, Iced Earth. Lanzado el 14 de abril de 1995, fue el primer álbum del grupo desde Night of the Stormrider del año 1991, tras el cual la banda se tomó un descanso de tres años. Durante este tiempo, contrataron al baterista Rodney Beasley y al vocalista Matthew Barlow, en sustitución de Rick Secchiari y John Greely, respectivamente.
Burnt Offerings ha sido descrito como el disco más heavy y más oscuro de Iced Earth. El guitarrista y compositor principal, Jon Schaffer ha dicho que lo más pesado de las canciones fueron el resultado de su frustración con la industria de la música. La frustración de Schaffer es particularmente evidente en la pista del título, que habla de los problemas que la banda tuvo que soportar durante su tiempo de inactividad.
El álbum es también notable por incluir la canción más larga que Iced Earth ha grabado; «Dante's Inferno». Demora 16 minutos con 26 segundos, «Dante's Inferno» es basado en el Infíerno (Segmento del poema épico de Dante Alighieri la Divina Comedia. La portada original del álbum es una pintura de Gustave Doré, sobre el Lucifer de la Divina Comedia.

## Canciones
| Pistas del álbum | |          |  |
| N.º              | Título | Duración |  |
| 1.               | «Burnt Offerings» | 7:22     |  |
| 2.               | «Last December» | 3:23     |  |
| 3.               | «Diary» | 6:14     |  |
| 4.               | «Brainwashed» | 5:22     |  |
| 5.               | «Burning Oasis» | 6:00     |  |
| 6.               | «Creator Failure» | 6:02     |  |
| 7.               | «The Pierced Spirit» | 1:54     |  |
| 8.               | «Dante's Inferno - I. "Denial, Lust, Greed" - II. "The Prodigal, The Wrathful, Medusa" - III. "The False Witness, Angel of Light» | 16:26    |  |
| 51:63            | |          |  |

En el original CD, lanzado en 1995, "Dante's Inferno" se dividió en tres partes. Posteriormente reediciones desde entonces, la canción ha sido catalogado como una pista.
| 2008 - "Slave to the Dark" disco de bonus |                                  |          |                          |          |  |
| N.º                                       | Título                           | Letras   | Música                   | Duración |  |
| 1.                                        | «Burnt Offerings» (rough mix)    | Schaffer | Schaffer, Shawver        | 7:13     |  |
| 2.                                        | «Last December» (rough mix)      | Schaffer | Schaffer                 | 3:25     |  |
| 3.                                        | «Diary» (rough mix)              | Barlow   | Abell, Schaffer, Shawver | 6:17     |  |
| 4.                                        | «Brainwashed» (rough mix)        | Schaffer | Schaffer, Shawver        | 5:26     |  |
| 5.                                        | «Burning Oasis» (rough mix)      | Schaffer | Abell, Schaffer, Shawver | 6:06     |  |
| 6.                                        | «Creator Failure» (rough mix)    | Schaffer | Abell, Schaffer, Shawver | 6:06     |  |
| 7.                                        | «The Pierced Spirit» (rough mix) | Schaffer | Abell, Shawver           | 1:57     |  |
| 8.                                        | «Dante's Inferno» (rough mix)    | Schaffer | Schaffer                 | 16:22    |  |
| 51:72                                     |                                  |          |                          |          |  |

## Créditos
| - Jon Schaffer − Guitarra rítmica, guitarra principal, Canto, coproductor - Matthew Barlow − Voz principal - Dave Abell − Bajo eléctrico - Randall Shawver − Guitarra principal - Rodney Beasley − Batería Músicos adicionales - Howard Helm − Teclado | - Tom Morris - coproductor, Ingeniero de audio - Tim Hubbard - Fotografía - Axel Hermann - Portada (en la reedición de 2001) - Travis Smith - Portada (en la reedición de 2001) - Jim Morris - Mezcla, (en la reedición de 2001) |